# Vrtni timijan
Vrtni timijan (obični timijan, prava majčina dušica, Thymus vulgaris) je višegodišnji do 30 cm visoki polugrm sa svijetlo ružičastim ili bjelkastim cvjetovima, sličan majčinoj dušici, ali mu stabljika nije puzava i polegla već raste uspravno. 
Vrtni timijan ili prava majčina dušica,  najpoznatija je biljka iz roda timijana (Thymus). 
Obični timijan je lijek i začin. Ulazi u sastav raznih preparata protiv običnog, a naročito protiv velikog kašlja. Eterično ulje je zbog prisutnog timola i karvakrola izvrsno antiseptično sredsvo. Ulje ulazi u sastav voda i pasta za usta, lijekova za probavu. Timijan, njegovo ulje, a naročito timol, daju se protiv crijevnih parazita (trihoficalusa, duodenalne ankilostome i oksiura). Timol je izvrstan konzervans. Zbog svih navedenih ljekovitih svojstava Češka je odlučila iskazati počast timijanu i proglasila ga je svojim nacionalnim cvijetom.

## Opis biljke
Listovi su sitni, tvrdi, sitno dlakavi, lagano prema dolje savinuti, sivo-zelene boje. Timijan je aromatičnog okusa i pomalo ljut. Sličan je majčinoj dušici, ali je viši i stabljika mu ne puzi po zemlji, nego raste uspravno (do 30 cm); listovi su uži. Prvobitna postojbina je južna Europa; drugdje se uzgaja i kao ukrasna i medonosna biljka.
Ubire se gornja polovina biljke u cvijetu, list (najljekovitiji je jer ima najviše eteričnog ulja i tanina), eterično ulje i timol (Thymi herba, foliurn, aetheroleum et thymolum). Timijan sadrži uz eterično ulje (koje obiluje timolom, karvakrolom, borneolom i linalolom) i tanine i flavonide. Mlade grančice su kratke i gusto obrasle bjeličastim dlačicama, a starije su drvenaste. Listovi su sitni, u cjelini duguljasti, rub savijen prema dolje, s lica skoro goli, a na naličju obrasli finim, mekim, bijelim dlačicama. Vjenčić je ljubičast do ružičast. Čaška je cjevasta i dvousnena: donja ima dva igličasta, a gornja tri tupa zuba. Prašnička vrećica strši iz ždrijela i gore je rastvorena.
Kao samonikla biljka raste u zemljama sjeverozapadnog Sredozemlja, a Benediktinci su ga prenijeli u ostatak Europe, a rijetko se sreće kao samonikla biljka.

## Povijest
Timijan se upotrebljava već tisućljećima. Zabilježen je u sumerskim zapisima još oko 3500. pr. Kr. U Grčkoj se palio na oltarima i u kućama kao zaštita od zaraznih bolesti, Egipćani su ga upotrebljavali u procesu balzamiranja, cijenili su ga Hipokrat, Plinije Stariji i Hildegarda iz Bingena. Grci su ga koristili u svojim kupeljima i palili ga u svojim hramovima. Njime su konzervirali voće i vino, a korišten je i kao pčelinja paša za proizvodnju mirisnog meda. Tek su stari Rimljani proširili timijan Europom, koristili su ga za čišćenje soba od loših duhova, kao začin u jelima i aromu za mnoga pića. Vjerovali su i da timijanov dim tjera škorpione. Stari Rimljani su smatrali da otklanja melankoliju i potiče hrabrost, pa su se vojnici kupali u kupci s timijanom prije odlaska u bitku.
Bio je prvi na listi srednjovjekovnih europskih čarobnjaka, a koristio se i kao protuotrov kod zmijskih ugriza. U Srednjem vijeku vitezovi su dobivali vjenčiće timijana kao nagradu za hrabrost. Timijan se puno koristio za začinjavanje hrane zbog zaštite od truljenja, a zbog snažnoga antiseptičkog djelovanja, bio je dobro antiseptičko sredstvo u bolnicama. Danas se naveliko upotrebljava u vodicama za ispiranje usta, pastama za zube, pripravcima za brijanje, sapunima, pripravcima protiv kašlja i u prehrambenoj industriji.

## Ljekoviti dio biljke
Sabire se čitava biljka u cvatu (odreže se srpom) bez korijenja i odrvenjelih dijelova biljke. Miris timijana dobro se očuva i nakon sušenja, a njegovo eterično ulje koje sadrži oko 50% timol (Oleum Thymi) ima snažno antiseptičko djelovanje i izdvaja se destilacijom. Osim timola, sadrži i karvakrol, cimen, linalool, pinen i druge terpetenske spojeve.

## Ljekovito djelovanje
Ljekovita svojstva - Eterično ulje s različitim sastojcima (timol, cineol, borneol), flavonoidi i tanini.
Timol kojeg nalazimo u timijanu je snažan antiseptik (antiseptici deluju tako da sprečavaju rast i razvoj mikroorganizama). Dobar je za dišni sustav, protiv kašlja, kihanja i upala (najčešće ga nalazimo u sirupima za kašalj). U internoj primjeni timol djeluje kao snažan vermicid (sredstvo protiv nametnika kao što su gliste i larve), osobito je efikasan protiv vrste Ancylostoma duodenale i Necator americanus. 
Korisni dio biljke je gornja trećina stabljike s cvjetovima. Aktivne komponente nalaze se u listovima i cvjetovima, stoga je besmisleno i štetno za biljku da je čupamo s korijenom. Sabrani se materijal suši u tankom sloju na prozračnom mjestu ili u sušionici kod temperature do 40 °C, a čuva u dobro zatvorenim posudama zaštićen od vlage.

### Kemotipovi običnog timijana
Kemotip je ista vrsta biljke, koja ovisno o mjestu rasta, daje eterična ulja različita kemijskog sastava i, naravno, različita djelovanja. U aromaterapiji se djelovanja različitih vrsta i kemotipova timijana uvelike razlikuju, što ovisi o kemijskom sastavu samoga eteričnog ulja.

#### Kemotip timol
Kemotip timol najrašireniji je kemotip. U lošijoj literaturi zna se nazivati "crveni timijan", zbog boje eteričnog ulja koja, ovisno o načinu destilacije, zna biti crvenkasta do žuta. Takav je naziv odveć neprecizan. Timol pripada klasi fenola, spojeva koji iskazuju jaku antibakterijsku aktivnost, no to su istovremeno i prilično agresivni spojevi koji mogu iritirati kožu i sluznicu. Na žalost, ovaj kemotip je raširen i zbog činjenice što se lako zamjenjuje sintetskim timolom, a čime se pojačava njegova iritativnost. 
Kemotip timol uz karvakrol i p-cimen sadrži više od 70% timola, a karvakrol sadrži više od 50% karvakrola, pa su oba kemotipa vrlo jakog antimikrobnog djelovanja, ali i vrlo agresivna za kožu i sluznicu. Najčešće se koriste protiv zaraznih bolesti (npr. gripa, bronhitis, cistitis), kod umora i oslabljenog imuniteta, te za dezinfekciju zraka u zatvorenom prostoru. Kemotip timol izvrsno djeluje protiv gram-pozitivnih bakterija, pa je učinkovit protiv čireva na koži. Hidrolat timijana kemotip timol dosta je snažan pa može peckati kožu, a pomaže kod infekcija.

#### Kemotip linalol
Kemotip linalol sadrži 50 do 80% linalola i djeluje jako antimikrobno, ali je puno blaži i neopasniji kemotip od timola. Vrlo je učinkovit protiv gljivica, posebno roda Candida. Koristi se protiv dišnih, urinarnih i gljivičnih infekcija. Eterično ulje toga kemotipa dobro je kombinirati s eteričnim uljem smilja, jer s njim čini dobru sinergiju. Hidrolat timijana kemotip linalol izvrstan je tonik poslije brijanja i dobro njeguje nečistu kožu s aknama.

#### Kemotip geraniol
Kemotip geraniol sadrži geraniol i geranil acetat, pa snažno djeluje protiv gljivica roda Candida, Trychophyton i Microsporum, kao i plijesni kao što je Aspergillus. Pomaže kod gljivičnih i bakterijskih infekcija mokraćnog sustava i kože. Ovaj kemotip dobro djeluje na maternicu, pa se koristi kao pomoć tijekom porođaja, te za pripremu međice. Za njegu međice koristi se u iznimno maloj koncentraciji, razblažen u biljnom ulju. Od timijana kemotip geraniol radi se hidrolat koji je znatno blaži od eteričnog ulja, a djelotvoran je kao oblog kod infekcija kože.

#### Kemotip tujenol-4
Kemotip tujenol-4 sadrži više od 40% transtujenola-4, a ciljano djeluje protiv bakterija roda Chlamidia. Pomaže kod reumatskih tegoba, te opće iscrpljenosti organizma.

#### Kemotip p-cimen
Kemotip p-cimen sadrži više od 40% p-cimena i male količine fenola, a djeluje snažno analgetički i protuupalno, pa je dobar izbor kod terapije reumatoidnog artritisa i mišićnih bolova.

## Timijan u kuhinji
Koristi se dosta u mediteranskoj kuhinji kao začin, a dodaje se povrću, raznim jelima od mesa, paštetama, ribi, salatama, umacima i juhama. Pretpostavlja se da neutralizira jako masna jela. Omiljeni je začin za marinade i izradu biljnog octa (ocat četvorice lopova). Ima vrlo jak okus i potiče probavu. Koriste se svježe ili suhe grančice, te usitnjeni ili mljeveni listovi; suhi timijan ima tri puta jači okus od svježega; kuha se u jelu, a grančice se izvade prije posluživanja; njegov okus najbolje se razvija pri visokim temperaturama; dobro se slaže s češnjakom, maslinama, povrćem, krumpirom i mahunarkama. Suhi listovi ne smiju imati peteljke. Čest je u mješavinama začina, kao što su provansalske trave i začinski buket.